# Els Escacs a Catalunya
Els Escacs a Catalunya va ser una revista mensual publicada a Barcelona entre juliol del 1927 i juny del 1938. És considerada la primera revista catalana d'escacs. L'any 1937 es va fusionar amb el Butlletí de la Federació Catalana d’Escacs. Se’n van publicar un total de 132 números.
Fou creada per Plàcid Soler, Josep Albert, Rafael Domènech i Fabià Fernàndez. S'hi trobaven partides, problemes (alguns preparats per Juli Sunyer Roig), informació sobre l'activitat escaquista catalana, etcètera.